# Chcisi
Chcisi (gruz. ხცისი) – wieś w Gruzji, w regionie Wewnętrzna Kartlia, w gminie Chaszuri. W 2014 roku liczyła 424 mieszkańców.